# Rhodhiss
Rhodhiss és una població dels Estats Units a l'estat de Carolina del Nord. Segons el cens del 2000 tenia 366 habitants.

## Demografia
Segons el cens del 2000, Rhodhiss tenia 366 habitants, 170 habitatges i 112 famílies. La densitat de població era de 144,2 habitants per km².
Dels 170 habitatges en un 21,2% hi vivien nens de menys de 18 anys, en un 49,4% hi vivien parelles casades, en un 10,6% dones solteres, i en un 34,1% no eren unitats familiars. En el 30,6% dels habitatges hi vivien persones soles el 18,8% de les quals corresponia a persones de 65 anys o més que vivien soles. El nombre mitjà de persones vivint en cada habitatge era de 2,15 i el nombre mitjà de persones que vivien en cada família era de 2,62.
Per edats la població es repartia de la següent manera: un 17,5% tenia menys de 18 anys, un 6,6% entre 18 i 24, un 29,2% entre 25 i 44, un 28,1% de 45 a 60 i un 18,6% 65 anys o més.
L'edat mediana era de 43 anys. Per cada 100 dones de 18 o més anys hi havia 88,8 homes.
La renda mediana per habitatge era de 32.875 $ i la renda mediana per família de 41.875 $. Els homes tenien una renda mediana de 27.614 $ mentre que les dones 22.917 $. La renda per capita de la població era de 18.165 $. Entorn del 5,6% de les famílies i el 12,5% de la població estaven per davall del llindar de pobresa.

## Poblacions més properes
El següent diagrama mostra les poblacions més properes.